# Skonto FC
L'Skonto FC fou un club de futbol letó de la ciutat de Riga.

## Història
Evolució del nom:
- 1991: Forums-Skonto
- 1992: Skonto FC

Després de patir problemes financers, el club desaparegué el 2016.

## Palmarès
- Lliga letona de futbol: [2]
  - 1991, 1992, 1993, 1994, 1995, 1996, 1997, 1998, 1999, 2000, 2001, 2002, 2003, 2004, 2010
- Copa letona de futbol: [3]
  - 1992, 1995, 1997, 1998, 2000, 2001, 2002, 2012
- Campionat de l'RSS de Letònia: 
  - 1991
- Copa de Livònia: 
  - 2003, 2004, 2005
- Lliga Bàltica: 
  - 2011

## Futbolistes destacats

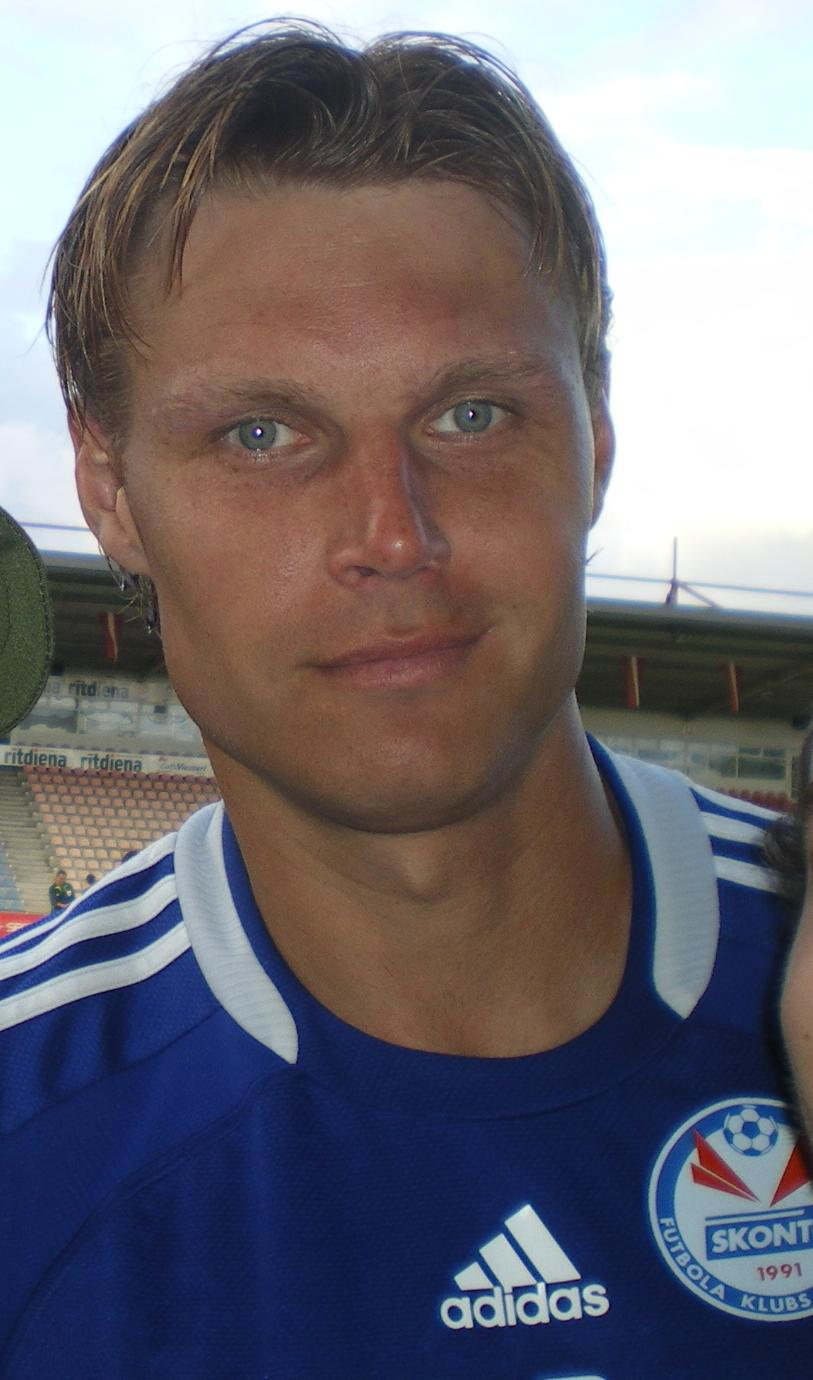
El lituà Edgaras Jankauskas amb la samarreta de l'Skonto

- Edgaras Jankauskas
- Marians Pahars
- Māris Verpakovskis
- Aleksandrs Koļinko
- Igors Stepanovs
- Vitālijs Astafjevs
- Andrejs Rubins
- Mihails Zemlinskis
- Andrejs Štolcers
- Edgaras Jankauskas
- Audrius Kšanavičius
- Viktors Morozs
- Juris Laizāns

## Entrenadors
- Marks Zahodins (1991 - 1992)
- Aleksandrs Starkovs (1993 - 2004)
- Jurijs Andrejevs (2004 - 2005)
- Paul Ashworth (2005 - 2009)
- Aleksandrs Starkovs (2009-2010)
- Marians Pahars (2011-2012)
- Tamaz Pertia (2013-2016)